# Depresja Dorawskiego

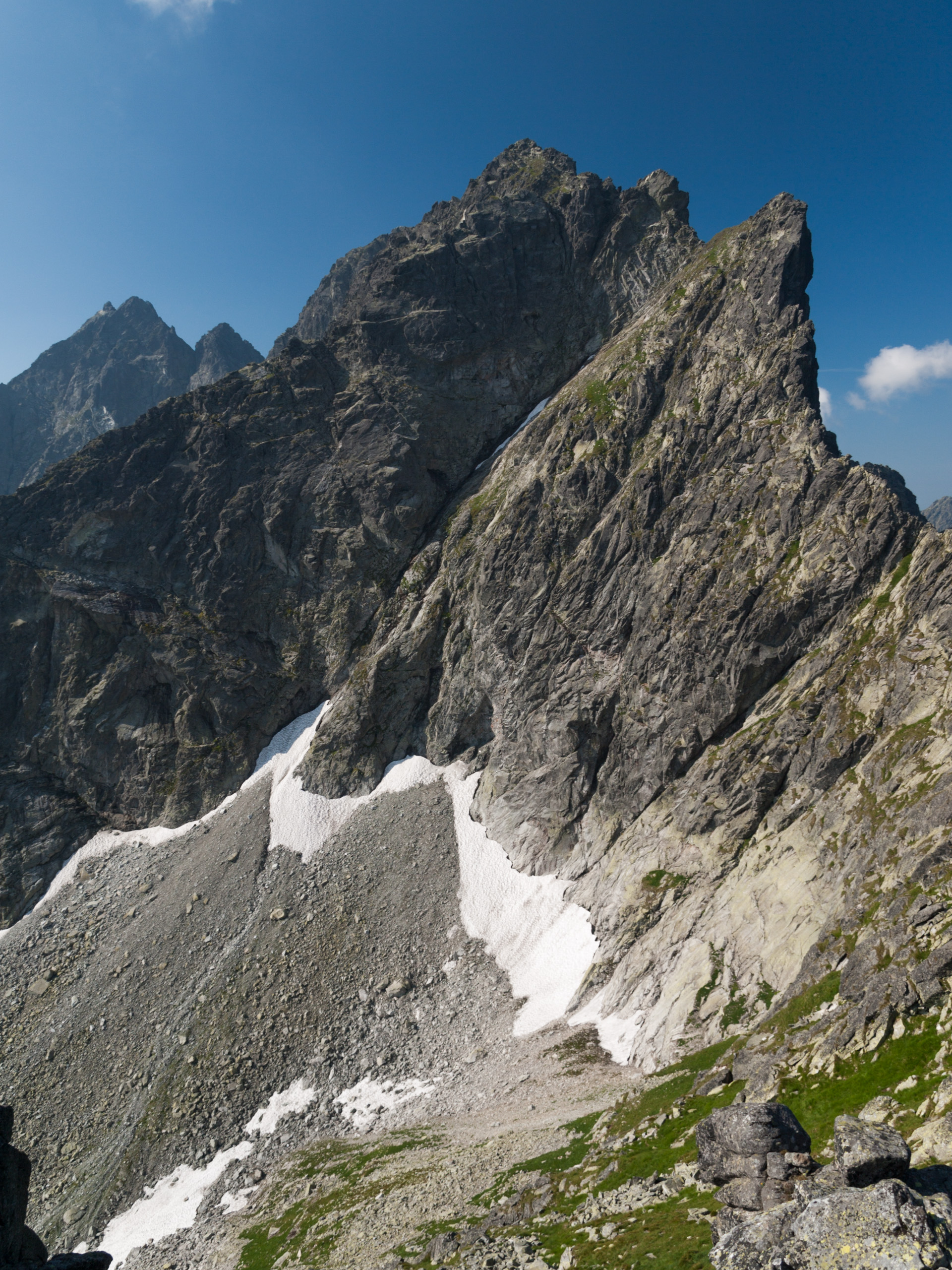
Depresja Dorawskiego widoczna jako skośna rysa między wierzchołkami

Depresja Dorawskiego (niem. Dorawski-Depression, słow. Dorawského depresia, węg. Dorawski-bemélyedés, ok. 1910 m) – wielka depresja w północnej grani Rysów. Opada z przełączki między pierwszym i drugim od północy wierzchołkiem Niżnich Rysów do Doliny Spadowej w Tatrach Słowackich. Ma wylot na piargach w południowo-zachodnim kącie tej doliny. Lewym (patrząc od dołu) ograniczeniem depresji są urwiska opadające z wschodniej części grani, z prawej pokryte rumoszem płyty północnego wierzchołka Niżnich Rysów. Depresja ma skaliste ściany, miejscami charakter wybitnej rynny, są też w niej progi.
Autorem nazwy depresji jest Władysław Cywiński. Depresją Dorawskiego prowadzi droga wspinaczkowa (III w skali tatrzańskiej, czas przejścia 2 godz.) Pierwsze przejście: Jan K. Dorawski, Jan Kiełpiński i Alfred Szczepański 16 sierpnia 1933 r.